# Борщов Дмитро Васильович
Борщо́в Дмитро́ Васи́льович (нар. 1924, Курячі Лози — 2008, Миколаїв) — актор миколаївських театрів, народний артист Української РСР.

## Біографія
Народився у 1924 році в селі Курячі Лози Подільської губернії.
У 1946 році закінчив театральну студію при Одеському українському драматичному театрі імені Жовтневої революції, працював актором Одеського театру імені Ленінського комсомолу.
У 1952 році переїхав до Миколаєва, працював у миколаївських театрах: з 1952 року — в Миколаївському українському музично-драматичному театрі, а з 1993 року — в Миколаївському художньому російському драматичному театрі.

## Основні театральні ролі
- Рафалович («Перехресні стежки» І.Франка);
- Захар Беркут («Захар Беркут» І.Франка);
- Гнат («Безталанна» І.Карпенка-Карого);
- Гриць («Ой, не ходи, Грицю, та й на вечорниці» М. Старицького);
- Антоніо Террачині («Пам'ять серця» О. Корнійчука);
- Часник («В степах України» О. Корнійчука);
- Карбишев («Коли мертві оживають» І. Рачади);
- Возний («Наталка Полтавка» І. Котляревського);
- Живота Цвійович («Доктор Філософії» Б. Нушича);
- Будулай («Циган» А. Калініна);
- Тев'є («Поминальна молитва» Г. Горіна);
- Синьйор Бальбоа («Дерева вмирають стоячи» А. Касони);
- Грегоріо («Цианістий калій… з молоком чи без?» Х. Мільяна).

## Нагороди і почесні звання
Нагороджений орденами Трудового Червоного Прапора і «Знак Пошани».
У 1979 році присвоєно звання «Народний артист Української РСР».

## Пам'ять
25 березня 2012 року в Миколаєві, на стіні будинку № 54 по вулиці Нікольській, у якому з 1988 по 2008 роки мешкав Д. В. Борщов, встановлено меморіальну дошку.